# رميساء كاداك
رميساء كاداك (بالتركية: Rümeysa Kadak)‏ (من مواليد 16 مايو 1996) هي سياسية تركية وعضو في الجمعية الوطنية الكبرى لتركيا. انتخبت في عام 2018، وتمثل إسطنبول في البرلمان التركي، وهي أصغر نائبةٍ في البرلمان التركي.

## التعليم
حصلت كاداك على درجة البكالوريوس من قسم اللغة الإنجليزية في جامعة مرمرة.

## الحياة المهنية
خلال سنوات دراستها الجامعية، عملت في قطاع الإعلام مع تي آر تي العالمية و صحيفة دايلي صباح. وقامت لاحقًا بتدريس اللغة الإنجليزية في مدرسة تشاملجا إمام خطيب الثانوية ومدرسة تشاملجا الابتدائية الخاصة. 

## الحياة السياسية
في عام 2017، أصبحت أصغر عضو في حزب العدالة والتنمية والبرلمان التركي وبعد الاستفتاء على الدستور التركي الذي مكّن الأشخاص الذين تتراوح أعمارهم بين 18 و 25 عامًا من الانضمام إلى السياسة رسميًا في تركيا، أصبحت كاداك أول وأصغر سياسية رسمية في تركيا مع انضمامها إلى السياسة كعضو تنفيذي في حزب العدالة والتنمية الحاكم في تركيا.
في أواخر عام 2017، تم تعيينها نائبة لرئيس فرع المجتمع المدني والعلاقات العامة في حزب العدالة والتنمية.
في الانتخابات البرلمانية التي أجريت في يونيو 2018، تم انتخاب كاداك نائبا عن إسطنبول. وأصبحت أصغر نائبة في تركيا. لديها مقعد في المجلس الرئاسي للجمعية الوطنية الكبرى لتركيا كعضو كاتب.